# Đức Mẹ Meritxell

Nhà nguyện Meritxell, Andorra

Đức Mẹ Meritxell (tiếng Catalunya: Mare de Déu de Meritxell, IPA: [ˈmaɾə ðə ˈðew ðə məɾiˈtʃeʎ]) là một bức tượng Công giáo La Mã ở Andorra mô tả sự hiện ra của Đức Trinh Nữ Maria. Đức Mẹ Meritxell là vị thánh bảo trợ của Andorra. Bức tượng gốc có niên đại từ cuối thế kỷ 12. Tuy nhiên, nhà nguyện nơi nó được đặt đã bị thiêu rụi vào ngày 8 tháng 9 năm 1972, và bức tượng đã bị phá hủy. Một bản sao có thể được tìm thấy trong Vương cung thánh đường Meritxell mới, được thiết kế vào năm 1976 bởi Ricardo Bofill.
Theo như nhà ngữ văn học người Catalan Joan Coromines nói rằng "Meritxell" là một phần nhỏ của merig, từ meridiem trong tiếng Latinh (giữa trưa trong tiếng Anh). Merig là một cái tên được sử dụng bởi những người chăn cừu để biểu thị một đồng cỏ có nhiều mặt trời.

## Huyền thoại

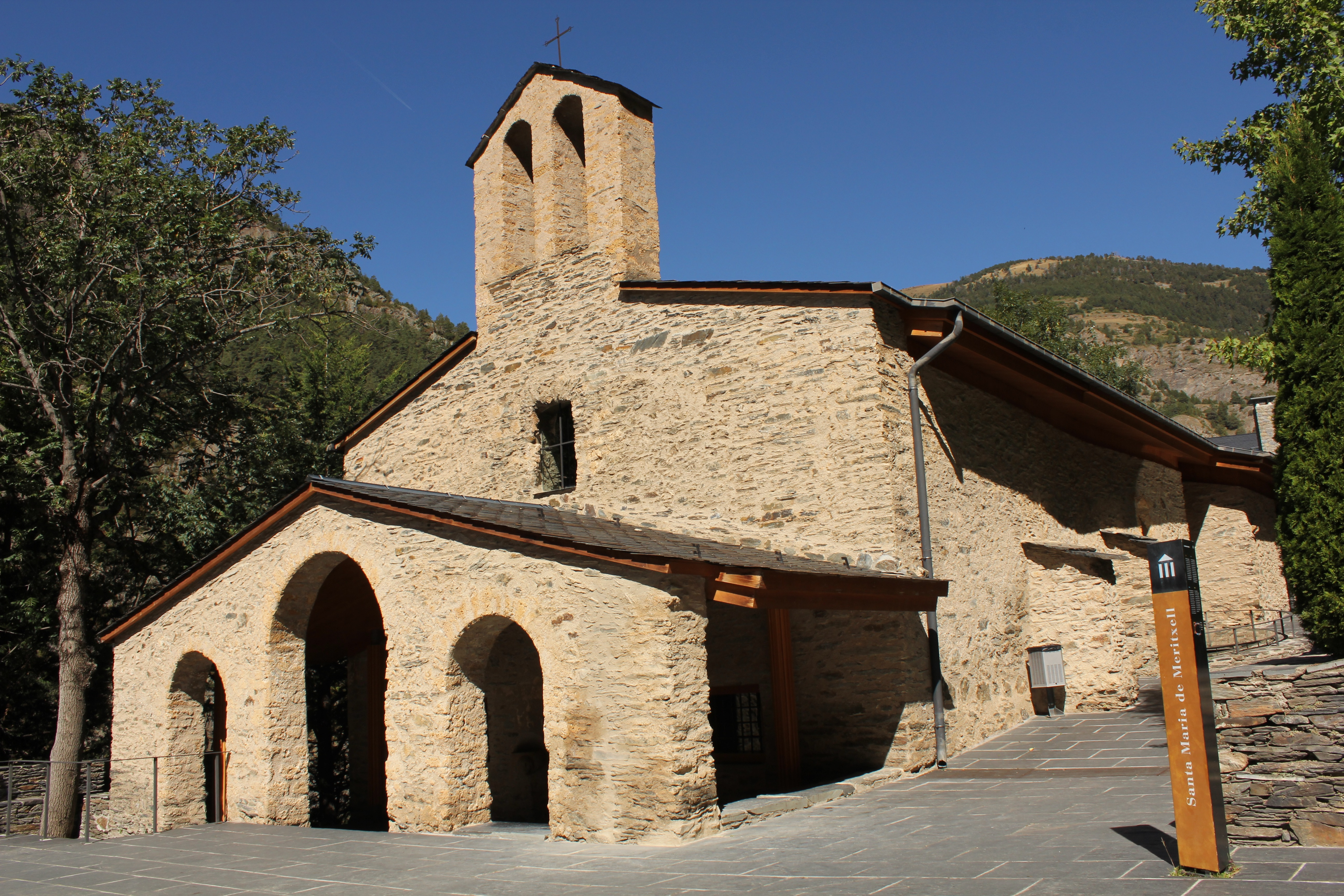
Thánh địa cổ của Meritxell

Vào cuối thế kỷ 12, vào ngày 6 tháng 1, một bông hoa hồng dại đang nở rộ được tìm thấy bởi dân làng ở Meritxell lúc đấy đang đi thánh lễ ở Canillo. Đây không phải là mùa hoa hồng và người ta tìm thấy một bức tượng Đức Mẹ Đồng trinh và Hài nhi ở chân đế. Bức tượng được đặt trong nhà thờ Canillo. Tuy nhiên, bức tượng được tìm thấy dưới gốc hồng dại vào ngày hôm sau. Bức tượng được đưa đến nhà thờ ở Encamp. Tuy nhiên, như trước đó, bức tượng một lần nữa được tìm thấy dưới cùng một bông hồng dại vào ngày hôm sau. Cũng giống như những truyền thuyết tương tự ở những nơi khác, dân làng Meritxell coi đây là một dấu hiệu và quyết định xây dựng một nhà nguyện mới trong thị trấn của họ sau khi họ tìm thấy một không gian mở, không bị ảnh hưởng bởi tuyết mùa đông.

## Ảnh hưởng
Ngày lễ của Đức Mẹ Meritxell là ngày 8 tháng 9 và là ngày Quốc khánh của Andorra.
Hình ảnh cũng được nhắc đến trong bài quốc ca của Andorra.
"Meritxell" là một tên gọi của phái nữ tương đối thường xuyên ở phụ nữ Andorra và những phụ nữ nói tiếng Catalan khác.
Những nhân vật đáng chú ý có tên bao gồm:
- Meritxell Lavanchy, nữ diễn viên.
- Meritxell Mateu i Pi, cựu ngoại trưởng Andorra.
- Meritxell Batet Lamaña, thành viên của Hội đồng Châu Âu.

Bệnh viện, Bệnh viện Nostra Senyora de Meritxell cũng được đặt theo tên của bà.